# Przewodowo-Majorat
Przewodowo-Majorat – wieś w Polsce, położona w województwie mazowieckim, w powiecie pułtuskim, w gminie Gzy. Ma status sołectwa.
1975-1998 – miejscowość administracyjnie należała do województwa ciechanowskiego. 
Od roku 1963 we wsi działa Ochotnicza Straż Pożarna.

## Urodzeni w Przewodowie-Majorat
- Ignacy Dudzikowski – polski naukowiec